# Julie Daraîche
Pour les articles homonymes, voir Daraîche.
Julie Daraîche, née le 27 avril 1938 à Saint-François-de-Pabos et morte le 26 avril 2022 à Terrebonne, est une chanteuse québécoise de musique country. 
Membre de la famille Daraîche, elle est parfois surnommée « la reine du Western » ou « la reine du Country ». Sa carrière s'étire sur cinq décennies.

## Biographie
Julie Daraîche naît Julia Daraîche le 27 avril 1938 à Saint-François-de-Pabos d'un père ouvrier, pêcheur et chanteur, et d'une mère ménagère et joueuse d'harmonium. Elle prend goût à la musique country dans sa jeunesse en captant les stations de radio AM du sud des États-Unis grâce à la propagation ionosphérique,.
Sa carrière débute en 1965 avec les frères Duguay à la guitare et au violon, alors qu'elle est barmaid dans un établissement tenu par des gaspésiens de Carleton-sur-Mer férus de country. C'est avec les frères Duguay qu'elle enregistre son premier album en 1967.
Dans les années 1970, elle tourne aux États-Unis avec Marcel Martel. En 1979, au premier gala de l'ADISQ, elle remporte le prix d'album western de l'année avec son frère Paul,. 
Daraîche lance en 2017 l'album 50 ans d'amour pour célébrer ses cinq décennies dans la chanson.
Elle meurt à Terrebonne le 26 avril 2022, la veille de ses 84 ans.

## Lauréats et nominations

### Gala de l'ADISQ
| Année | Catégorie                        | Pour                                           | Résultat   |
| ----- | -------------------------------- | ---------------------------------------------- | ---------- |
| 1979  | disque de l'année - western      | Julie et ses musiciens (avec Paul Daraîche)    | lauréat    |
| 1979  | disque de l'année - western      | Julie et ses musiciens II (avec Paul Daraîche) | nomination |
| 1985  | microsillon de l'année - country | Merci madame Julie Daraîche                    | nomination |
| 1993  | album de l'année - country/folk  | Ce soir mon cœur fait mal                      | nomination |
| 2018  | album de l'année - country       | 50 ans d'amour                                 | nomination |